# 魔王学園の反逆者 〜人類初の魔王候補、眷属少女と王座を目指して成り上がる〜
『魔王学園の反逆者 〜人類初の魔王候補、眷属少女と王座を目指して成り上がる〜』（まおうがくえんのはんぎゃくしゃ じんるいはつのまおうこうほ、けんぞくしょうじょとおうざをめざしてなりあがる）は、久慈マサムネによる日本のライトノベル。イラストはkakaoが担当。「カクヨム」にて2019年8月から2020年5月まで連載され、書籍版は角川スニーカー文庫（KADOKAWA）より2019年9月から2021年7月まで刊行された。
メディアミックスとして、溝口ぜらちんの作画によるコミカライズが『月刊ドラゴンエイジ』（KADOKAWA）にて、2020年5月号より2025年1月号まで連載された。

## あらすじ
普通の人間の男子学生である盛岡雄斗は人類初の魔王候補に選ばれ、悪魔の学校の『銀星学園』に通う事になるが、周りの悪魔から蔑まされていた。しかし魔族の美少女、姫神リゼルとの出逢いが彼の人生を変えていく。あらゆる魔法を一瞬で身に付け、眷属の少女達と肌を重ねる事で魔力を無限に吸収する『無限寵愛（インフィニット・ラバーズ）』という人間の雄斗だけに許された力で他の魔王候補の悪魔達に雄斗は戦いを挑む。

## 登場人物
盛岡 雄斗（もりおか ゆうと）
本作の主人公。「恋人（ラバーズ）」の魔王候補。人類初の魔王候補として選ばれる。
「無限寵愛（インフィニット・ラバーズ）」の力で他の魔王候補に立ち向かう。
姫神 リゼル（ひめがみ りぜる）
本作のヒロインの一人。「恋人」の女王（クイーン）。
魔王に押し上げるとユートを誘った張本人で、真面目で誠実なお姉様。
夕顔瀬 雅（ゆうがおせ　みやび）
本作のヒロインの一人。「恋人」の王女（プリンセス）。
ギャルっぽく気が強い雰囲気とは裏腹に、根は真面目で攻めに弱い。
小岩井 れいな（こいわい　れいな）
本作のヒロインの一人。「恋人」の騎士（ナイト）。
ドジっ子だが剣の達人。癒やし担当。
星ガ丘 ステラ（ほしがおか すてら）
本作のヒロインの一人。「星（スター）」の魔王候補。魔族でありながら現役の人気アイドル。
ネイト・カルナック
本作のヒロインの一人。「戦車（チャリオット）」の魔王候補。金髪褐色肌の内気な美少女。

## 既刊一覧

### 小説
- 久慈マサムネ（著）・kakao（イラスト）『魔王学園の反逆者 〜人類初の魔王候補、眷属少女と王座を目指して成り上がる〜』、KADOKAWA〈角川スニーカー文庫〉、全5巻
  1. 2019年9月1日発売[5]、ISBN 978-4-04-108723-7
  2. 2020年1月1日発売[6]、ISBN 978-4-04-108731-2
  3. 2020年6月1日発売[7]、ISBN 978-4-04-109664-2
  4. 2020年10月1日発売[8]、ISBN 978-4-04-110788-1
  5. 2021年7月1日発売[9]、ISBN 978-4-04-110794-2

### 漫画
- 溝口ぜらちん（作画）・久慈マサムネ（著）・kakao（キャラクター原案）『魔王学園の反逆者 〜人類初の魔王候補、眷属少女と王座を目指して成り上がる〜』、KADOKAWA〈ドラゴンコミックスエイジ〉、全7巻
  1. 2020年10月9日発売[10][11]、ISBN 978-4-04-073836-9
  2. 2021年7月9日発売[12]、ISBN 978-4-04-074175-8
  3. 2022年3月9日発売[13]、ISBN 978-4-04-074431-5
  4. 2023年1月7日発売[14]、ISBN 978-4-04-074753-8
  5. 2023年7月7日発売[15]、ISBN 978-4-04-074991-4
  6. 2024年4月9日発売[16]、ISBN 978-4-04-075365-2
  7. 2025年2月7日発売[17]、ISBN 978-4-04-075690-5